# Mercedes-Benz T2
Mercedes-Benz T2 är en lastbil, tillverkad i tre generationer av den tyska biltillverkaren Mercedes-Benz mellan 1967 och 2013.

## Första generationen (1967-86)
1967 efterträddes L 319/L 407-modellen av den nya L 406 D/L 408. Det fanns även en minibuss, O 309. Modellen kallas ofta Düsseldorfer Transporter efter tillverkningsorten. Motorerna hämtades från personbilarna i 200-serien. 1968 tillkom en kraftigare variant med den fyrcylindriga motorn från lastbilen LN. Med åren växte antalet varianter med allt större hjulbas och totalvikter och från 1977 tillkom även den sexcylindriga LN-motorn, för att orka med lasten.

## Andra generationen (1986-96)
Den andra generationen, som avlöste 1986, var en till stora delar nyutvecklad bil. Den fanns med totalvikter mellan 5 och 8 ton och såldes nästan uteslutande med dieselmotor. Endast den lättaste varianten fanns ännu med bensinmotor.

## Tredje generationen (1996-2013)
Den tredje generationen såldes under namnet Vario mellan 1996 och 2013. Det är en uppdatering av generation två. Främsta förbättringen är en modern fyrcylindrig dieselmotor på 4,3 liter ur OM900-serien. Sedan tillverkningen upphörde 2013 har modellen ersatts av större modeller av Mercedes-Benz Sprinter.

## Bilder

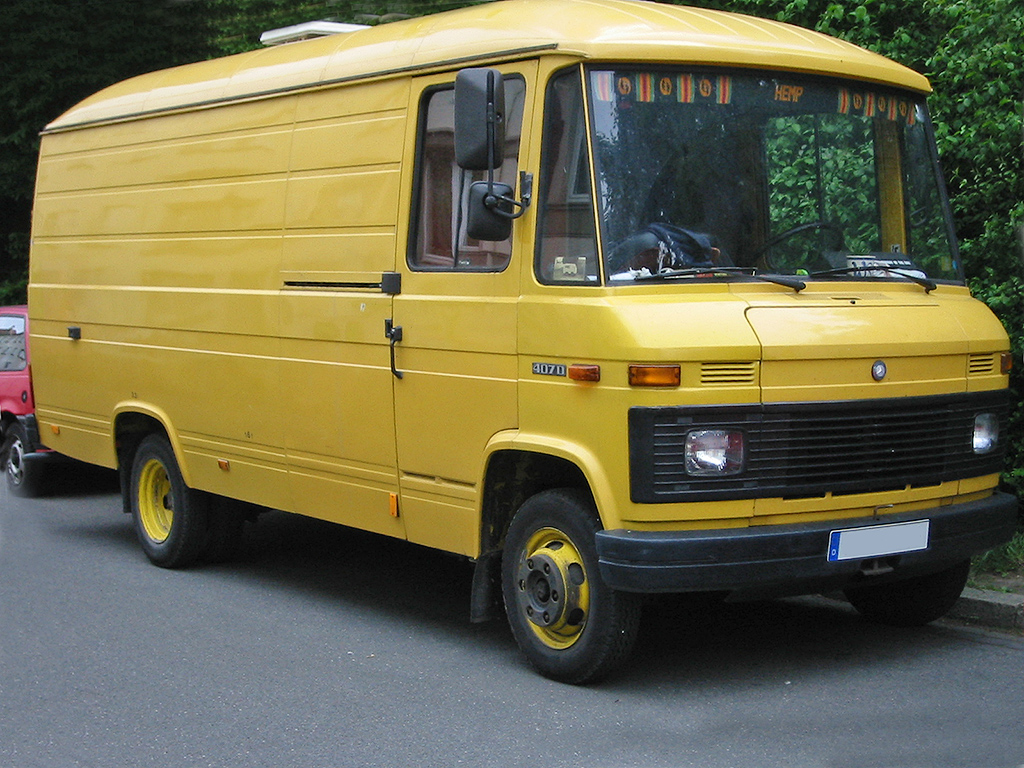
Generation 1
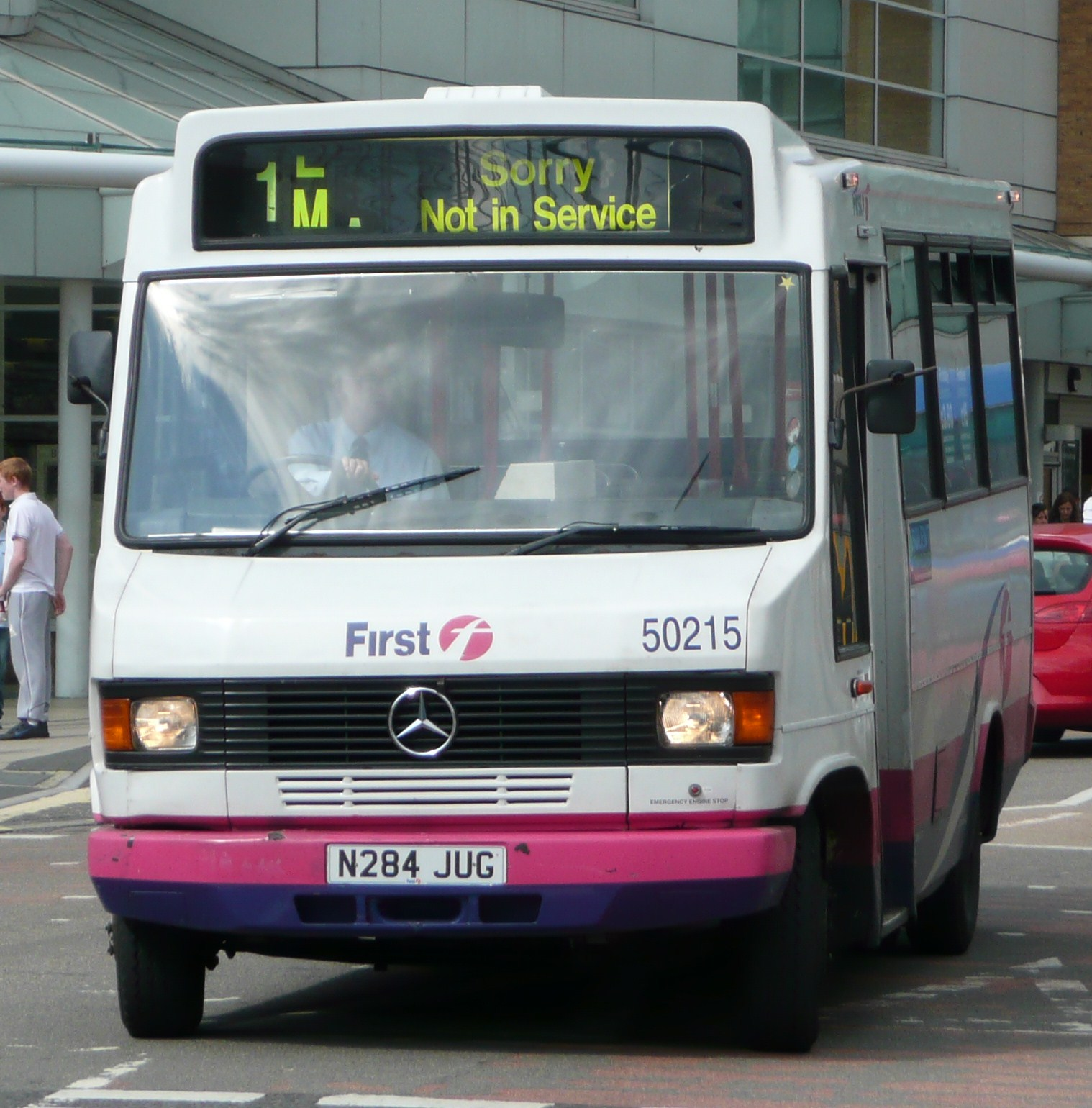
Generation 2 som buss.
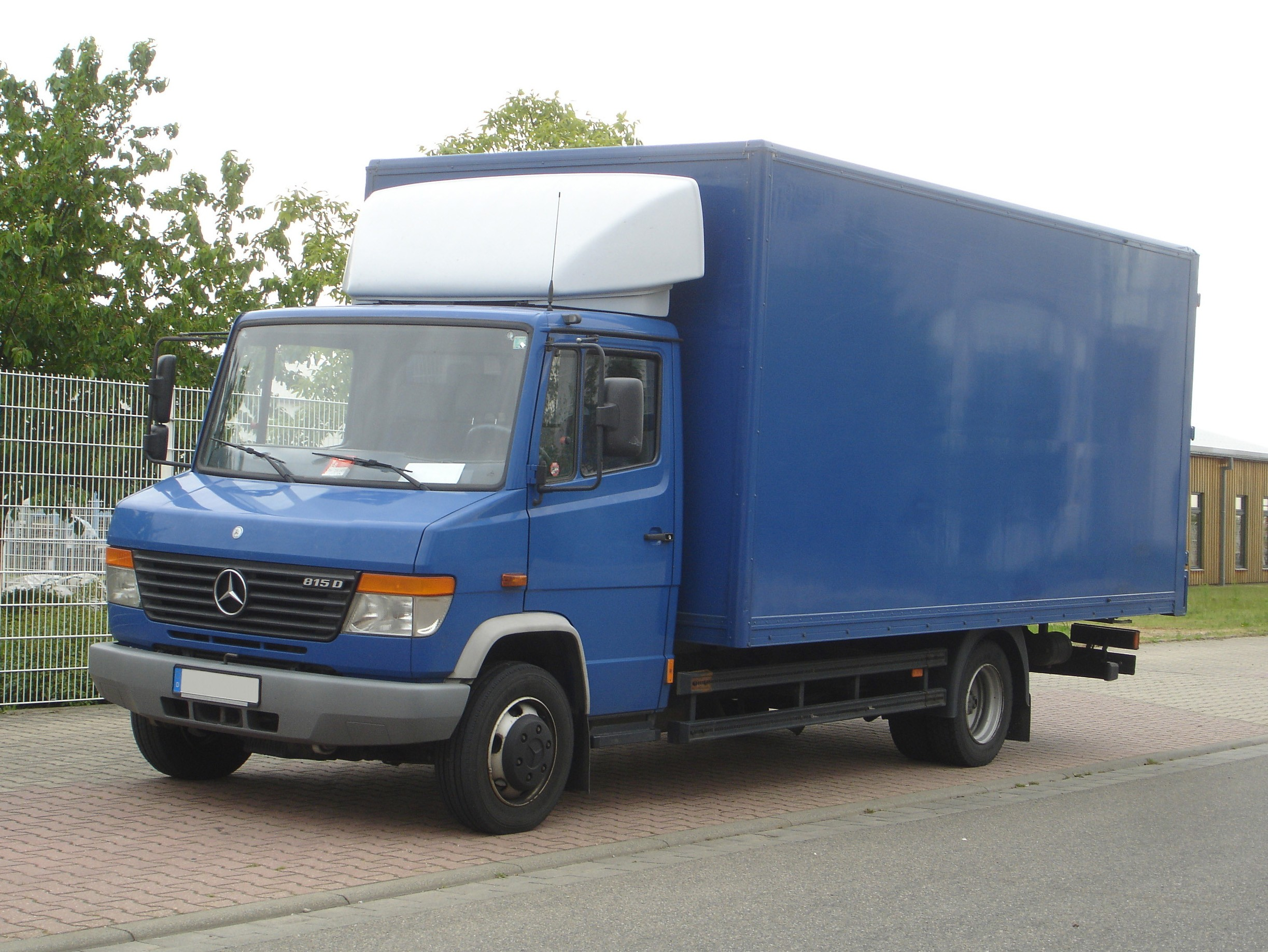
Generation 3: Vario